# Abderhmane Kirouche
Abderhmane Kirouche, en arabe : عَبْد ٱلرَّحْمَان قِيرُوش (ʿabd al-Raḥmān Qīrūš), dit Paco, né à Essaouira en 1948, mort le 14 octobre 2012 à Casablanca à l’âge de 64 ans. Abderhmane Kirouche grandit dans un milieu bercé par la musique Gnaoua. 
Abderhmane Kirouche collabore avec Jimi Hendrix. Boujmâa, membre du groupe Nass El Ghiwane recherche un musicien pour remplacer Abd el-Aziz Tahiri car ce dernier avait rejoint le groupe Jil Jilala, Boujmâa se mit à la recherche d'un joueur de guembri, il aima le style de Kirouche et le prit dans son groupe en 1971. Avant de rejoindre le groupe Nass El Ghiwane Abderhmane Kirouche était musicien dans le groupe Jil Jilala
Abderhmane Kirouche ramène un souffle Gnaoui dans le groupe Nass El Ghiwane; il compose aussi de nombreuses musiques. Il obtient le statut de mâalem en 1964. Abderhamane Kirouche joue du guembri.  
Il quitte le groupe en 1993 à la suite d'une dispute avec Omar Sayed. Il crée ensuite son propre groupe avec ses enfants, mais il tombe malade. Abderhmane Kirouche était aussi un menuisier et il a participé au film Transes. 
À la fin de sa vie Abderhmane Kirouche était très affaibli à cause de sa maladie et il vivait dans la précarité c'est pour cela que le roi Mohammed VI lui attribua une pension de 30 000 dirhams par mois jusqu'à sa mort. 
Il a aussi participé de nombreuses fois au Festival des Gnaouas de sa ville natale Essaouira